# Élections de 2010 à la Rada de Crimée
L'élection législative criméenne de 2010 a eu lieu le 31 octobre 2010 dans la république autonome de Crimée. Elle a permis de renouveler les 50 sièges de la Rada.
Ce sont les dernières élections avant l'annexion de la Crimée à la Russie.

## Résultats

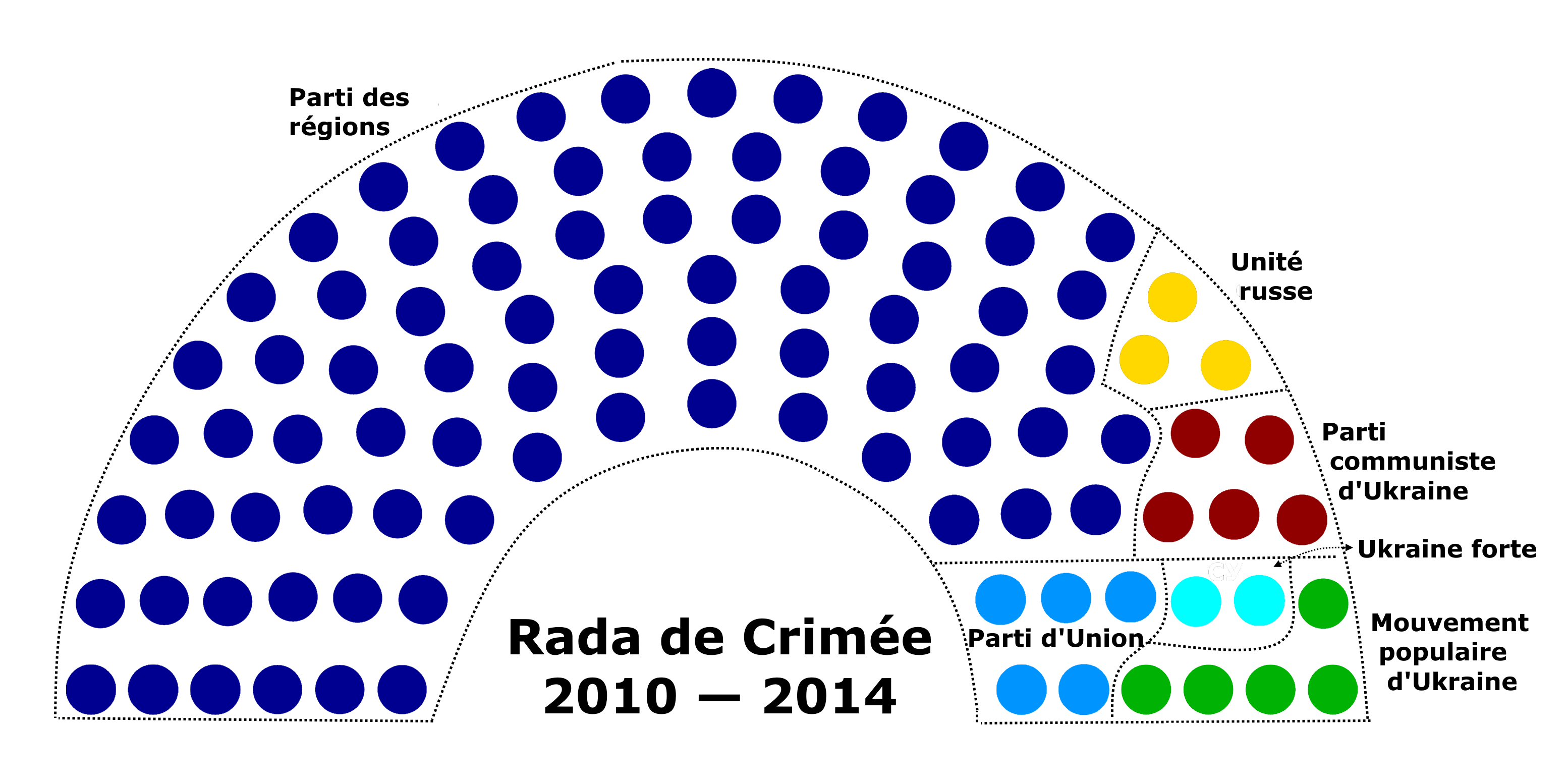
Répartition des mandats au Parlement de la République autonome de Crimée selon les résultats des élections de 2010.

Le Parti des régions obtient une majorité absolue à la Rada. Le 11 mars 2014, les députés de cette majorité proclament l'indépendance de la Crimée ce qui conduira à son rattachement à la Russie.Résultats de l'élection du conseil suprême de Crimée du 31 octobre 2010
| Partis                                  | Voix    | %     | ±      | Sièges | ±  |
| --------------------------------------- | ------- | ----- | ------ | ------ | -- |
| Parti des régions                       | 357030  | 48,93 | +19,54 | 32     | +4 |
| Parti communiste d'Ukraine              | 54172   | 7,42  | +1,15  | 5      | -4 |
| Mouvement populaire d'Ukraine           | 51253   | 7,02  | +0,47  | 5      | -3 |
| Parti d'Union                           | 38514   | 5,28  | -1,47  | 3      | -5 |
| Unité russe                             | 29343   | 4,02  |        | 3      |    |
| Ukraine forte                           | 26515   | 3,63  |        | 2      |    |
| Parti populaire                         | 4563    | 0,63  |        |        |    |
| Parti socialiste progressiste d'Ukraine | 12614   | 1,73  |        |        | -7 |
| Parti des retraités d'Ukraine           | 11133   | 1,53  |        |        |    |
| Union panukrainienne « Patrie »         | 19589   | 2,68  | -3,62  |        | -8 |
| Front pour le Changement                | 8281    | 1,13  |        |        |    |
| Union panukrainienne « Liberté »        | 1361    | 0,19  |        |        |    |
| Votes blancs                            | 57552   | 7,89  |        |        |    |
| Votes invalides                         | 21794   |       |        |        |    |
| Total                                   | 997 575 | 100   |        | 50     |    |